# 히지리 유키
히지리 유키(일본어: 聖悠紀, 1949년 12월 21일 ~ 2022년 10월 30일)는 일본의 만화가이다. 일본 니이가타 현 시바타시 출신이며, 본명은 하세가와 기요토시(일본어: 長谷川 清俊)이다.
아이치 공업 대학 공학부 기계학과를 졸업했으며, 1966년에 동인서클 '작화그룹'에 입회하여 아마추어 활동을 시작하였다. 1972년에 〈우리 오빠〉(쇼가쿠간 《별책 소녀 코믹》게재)로 데뷔한 이래 SF만화를 중심으로 집필활동을 하였다. 대표작은 《초인 로크》시리즈이다.
2020년부터 파킨슨병으로 투병 중이었으며 이 때문에 일부 작품의 연재가 늦어지거나 휴재를 하게 되었다. 파킨슨병의 진행으로 신체기능이 저하되어, 2022년 10월 30일 폐렴으로 사망했다는 사실이 2022년 12월 16일에 공식적으로 발표되었다. 향년 72세.

## 주요 작품

### 초인 로크 시리즈
초인 로크를 참조.

### 오리지널 작품
- 스카이호크 댄디
- 나가자, 젯츠!
- 황금의 전사
- 데굴데굴 팍스
- 스펙트럼 학원
- 페어페어 라이선더
- 스위트 미카
- 팰콘 50
- TWD 익스프레스
- 라스트 위저드
- 워 프린세스
- 미르잔느의 폭풍
- 용전사 미코토

그외 다수의 단편과 작화그룹 공동작품이 존재.

### 코미컬라이즈 작품
아동 대상 TV프로그램(애니메이션이나 특수촬영 드라마)을 유년지 게재용 만화로 각색한 것.
- 다이아몬드 아이
- 마법소녀 메구양
- 우주전함 야마토
- 콘돌맨
- 닌자 캡터
- 쾌걸 즈밧토
- 대철인 17
- 타이마닉
- 투장 다이모스
- 전인 자보거

## 캐릭터 디자인

### 애니메이션
- 초전자 머신 볼테스 Ⅴ - 캐릭터 원안 제공.
- 투장 다이모스 - 캐릭터 원안 제공.
- 핑크레이디 이야기 : 영광의 천사들 - 캐릭터 도안 공동참여.

### 특수촬영
- 닌자 캡터

## 기타
- TV 애니메이션 《그래도 마을은 돌아간다》제1화 스폰서 배경 일러스트[2]
- TV 애니메이션 《우리들은 모두 카와이네》제9화 스폰서 배경 일러스트[3]